# Klamath Falls
Klamath Falls is een plaats (city) in de Amerikaanse staat Oregon en valt bestuurlijk gezien onder Klamath County.

## Demografie
Bij de volkstelling in 2000 werd het aantal inwoners vastgesteld op 19.462. In 2006 is het aantal inwoners door het United States Census Bureau geschat op 19.785, een stijging van 323 (1,7%).

## Geografie
Volgens het United States Census Bureau beslaat de plaats een oppervlakte van 48,5 km², waarvan 46,3 km² land en 2,2 km² water. Klamath Falls ligt op ongeveer 1286 m boven zeeniveau.

## Plaatsen in de nabije omgeving
De onderstaande figuur toont nabijgelegen plaatsen in een straal van 36 km rond Klamath Falls.